# O Pereiro de Aguiar
O Pereiro de Aguiar est une commune ou concello (en galicien) de la province d'Ourense en Espagne située dans la communauté autonome de Galice. 
La commune est composée de treize paroisses, elles-mêmes composées de plusieurs hameaux.

## Paroisses de Pereiro de Aguiar
- Calvelle (San Miguel)
- Chaodarcas (Santa Ana)
- Covas (San Cibrao)
- A Lamela (Santa María)
- Melias (Santa María)
- Prexigueiró (San Salvador)
- Sabadelle (San Martiño)
- San Martiño de Moreiras (San Martiño)
- San Xoán de Moreiras (San Xoán)
- Santa Marta de Moreiras (Santa Marta)
- Tibiás (San Bernaldo)
- Triós (San Pedro)
- Vilariño (Santa Cristina)

## Hameaux de la paroisse de Santa María de Melias
- Agra
- Casdemiro
- Cima de Vila
- Coyos ou Coios (cette dernière constituant l'actuelle orthographe galicienne officielle), localité et toponyme historiques de la province d'Orense[1] en Galice, feligresía de Santa María de Melias. Le nom est cité par Pascual Madoz dans son célèbre et monumental Diccionario geográfico-estadístico-histórico de España y sus posesiones de Ultramar (Madoz, VII, 1847 : 164[2]) ainsi que dans l'imposante Geografía General del Reino de Galicia (X, 1980 : 31 ; 330).

Les toponyme et patronyme Coyos sont issus du terme galicien (inexistant en castillan) coio, « fragment de roche, caillou à l’aspect arrondi et lisse dû à l'érosion », le nom galicien Coyos ou Coios signifiant en conséquence « (lieu de) cailloux à l’aspect arrondi (cf. esp. terreno acarreo compuesto de cantos rodados cuarzosos (coyos)) ».
- O Condado
- Frieira
- Lama Grande
- Martiñá
- Ouriz
- Peteiras
- Val
- Ventosela